# Christian Behrens

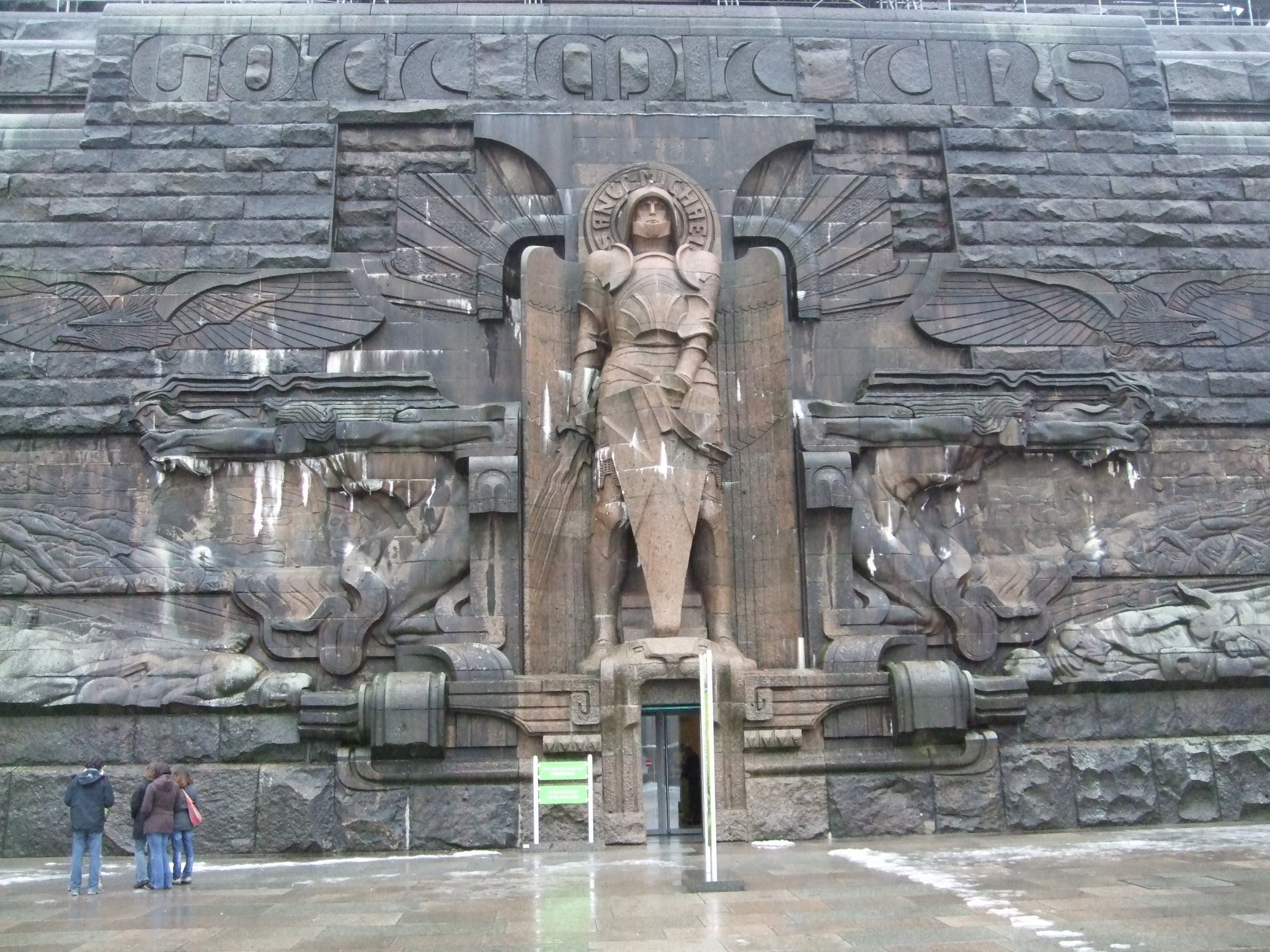
Escultura de Behrens del Arcángel San Miguel en el Völkerschlachtdenkmals, Leipzig.

Gustav Christian Friedrich Behrens (12 de mayo de 1852, Gotha - 14 de septiembre de 1905, Breslau) fue un escultor alemán.

## Biografía
Behrens era el hijo mayor de un granjero y comerciante de pieles. Después de atender al Gymnasium Ernestinum en su ciudad natal, completó su aprendizaje con el escultor de la corte de Gotha, Eduard Wolfgang (1825-1874).
En 1870, fue a Dresde donde estudió en la Academia de Bellas Artes de Dresde y, desde 1872 hasta 1877, trabajó en los estudios de Ernst Julius Hähnel. En 1873, cuando solo tenía 21 años de edad, ganó una medalla de oro por su estatua (ahora perdida) de Hagen von Tronje de un episodio del Cantar de los nibelungos (Nibelungenlied). Empezando en 1878, realizó varios viajes de estudio a Bélgica, Holanda, París, Italia, Viena, Nueva York y Boston.
Desde 1880 hasta 1881, trabajó en los estudios de Carl Kundmann y Edmund von Hellmer en Viena. En 1885, estableció su propio estudio en Dresde y, al año siguiente, fue elegido como jefe del Estudio de Escultura de Maestros en el Museo de Bellas Artes de Breslau. Entre sus estudiantes aquí se encontraban Hugo Lederer y Franz Metzner. Fue miembro de la Asociación Cooperativa de Arte y Artistas Alemanes y, en 1896, fue designado como Profesor Real Prusiano.
Behrens, que permaneció soltero y sin hijos, murió a la edad de 53 años después de una larga enfermedad.

## Obras escogidas
- Monumento Allegorie auf die Fischerei en Breslau (1883)
- Grupo de Figuras Der trunkene Zecher (El Juerguista Borracho) y Das keifende Weib (La Esposa que Regaña), sobre la entrada del Schweidnitzer Keller en el Ayuntamiento de Breslau (1892)
- Estatuas de Arte y Literatura en la torre de la esquina nordeste del Reichstag en Berlín (1894)
- Estatua de Abraham Lincoln en el Museo Nacional (1899)
- Estatuas de Martín Lutero y Philipp Melanchthon en el "Portal Nupcial" en la iglesia Sankt Margarethen en Gotha (1900)
- Escultura monumental del Arcángel San Miguel en el Völkerschlachtdenkmal en Leipzig (1904/05)